# 미야모토 에이지
미야모토 에이지(일본어: 宮本 英治, 1998년 8월 3일~)는 일본의 축구 선수이다.

## 구단 경력
그는 2021년 일본 풋볼 리그의 이와키 FC에 입단했다. 2021년 일본 풋볼 리그 우승으로 J3리그로 승격했다. 2022년 J3리그 우승으로 J2리그로 승격했다. 2023년까지 105경기에 출전하여, 6득점을 넣었다. 2024년 J1리그의 알비렉스 니가타로 이적했다. 2025년까지 33경기에 출전하여, 1득점을 넣었다. 2025년 7월 파지아노 오카야마로 이적했다.